# Clásico del Astillero
Il Clásico del Astillero è un derby di calcio ecuadoriano che coinvolge le squadre della città di Guayaquil.
Questo derby vede affrontarsi le due principali squadre della città: l'Emelec e il Barcelona.

## Origini
La fondazione di entrambe le squadre avvenne in un quartiere di origine comune: il Barcelona è nato in un angolo della Escuela Modelo Nueve de Octubre nel 1925, mentre l'Emelec nelle strutture della Empresa Eléctrica del Ecuador nel 1929.
Il primo derby tra le squadre avvenne il 22 agosto 1943 nel Guayaquil Stadium (ora Ramón Unamuno) dove il Barcelona vinse per 4-3.
Dopo alcune gare, che hanno aumentato la popolarità di Barcelona ed Emelec, i tifosi di Guayaquil cominciarono a esprimere la loro simpatia e la loro antipatia per ognuna delle due squadre: la partita assunse così sempre maggiore importanza. Nel 1948, il duello venne definito Clásico del Astillero, su iniziativa del Diario El Universo, un giornale ecuadoriano: ciò avvenne in un articolo sul derby pubblicato il 1º settembre 1948; in quella occasione l'Emelec vinse per 3-0.
L'anno successivo si giocò un altro derby: era il 12 maggio 1949, di fronte nello stadio Capwell si ritrovarono le due squadre in un match valevole per la Copa del Pacífico. La partita vide il Barcelona avanti 3-0, ma l'Emelec si riprese e diede vita a una grande rimonta, arrivando al 3-3 finale.
Anche se il primo campionato nazionale fu giocato nel 1957 e venne vinto dell'Emelec (secondo si posizionò il Barcelona), per colpa della formula del campionato il derby non si giocò per quattro anni. Il primo Clásico del Astillero nel campionato nazionale è stato giocato il 29 dicembre 1963: questo terminò con un 2-0 per l'Emelec. Il primo Clásico del Astillero in Copa Libertadores è stato invece giocato il 12 febbraio 1967, con una disfatta del Barcelona che perse 3-0.

## Incidenti

### La curva del Barcelona distrugge il Capwell
Il 30 aprile 2006 è stato giocato il secondo derby dell'anno. L'Emelec vinse 3-0, ma 6 minuti dopo l'inizio del secondo tempo i tifosi del Barcelona iniziarono a provocare disordini nella curva San Martín dello stadio Capwell. Il primo lancio di oggetti sul campo colpì un guardalinee, che rimase ferito. La battaglia che ne seguì provocò 40 feriti, mentre nove persone furono arrestate.

### La morte di Carlos Veliz
Il 16 settembre 2007 Carlos Cedeño Veliz, piccolo tifoso dell'Emelec, è morto dopo essere stato colpito da un petardo, prima dell'inizio del derby. Il bambino era nato a San Vicente, provincia di Manabí, ed era con la sua famiglia quando è stato colpito dall'oggetto lanciato dalla curva Sud (Sur Oscura) dove venivano ospitati i tifosi del Barcelona
L'episodio avvenne quando mancavano circa 20 minuti all'inizio del match: dalla curva dei tifosi del Barcellona, Sur Oscura, partì un petardo che colpì il corpo del bambino; l'esplosione del petardo lo colpì in petto, ledendo i polmoni e parte del cuore e uccidendo il piccolo.

## Lista dei risultati del Clásico del Astillero

### Torneo AsoGuayas
Qui di seguito si riporta la lista completa in ordine cronologico dei 45 derby calcistici disputati nel torneo AsoGuayas tra Barcelona e Emelec dal 1951 al 1967.
Aggiornato al 23 maggio 2010
| Partita | Anno | Squadra     | Squadre     | Stadio  |
| ------- | ---- | ----------- | ----------- | ------- |
| 1       | 1951 | Barcelona 3 | Emelec 1    | Capwell |
| 2       | 1951 | Emelec 2    | Barcelona 2 | Capwell |
| 3       | 1952 | Barcelona 2 | Emelec 1    | Capwell |
| 4       | 1952 | Emelec 0    | Barcelona 2 | Capwell |
| 5       | 1953 | Barcelona 0 | Emelec 0    | Capwell |
| 6       | 1953 | Emelec 0    | Barcelona 1 | Capwell |
| 7       | 1953 | Barcelona 3 | Emelec 1    | Capwell |
| 8       | 1954 | Barcelona 2 | Emelec 2    | Capwell |
| 9       | 1954 | Emelec 2    | Barcelona 0 | Capwell |
| 10      | 1955 | Barcelona 5 | Emelec 3    | Capwell |
| 11      | 1955 | Emelec 1    | Barcelona 2 | Capwell |
| 12      | 1955 | Barcelona 3 | Emelec 2    | Capwell |
| 13      | 1956 | Barcelona 1 | Emelec 1    | Capwell |
| 14      | 1956 | Emelec 0    | Barcelona 2 | Capwell |
| 15      | 1956 | Barcelona 2 | Emelec 2    | Capwell |
| 16      | 1957 | Barcelona 2 | Emelec 2    | Capwell |
| 17      | 1957 | Emelec 2    | Barcelona 1 | Capwell |
| 18      | 1957 | Barcelona 3 | Emelec 1    | Capwell |
| 19      | 1958 | Barcelona 1 | Emelec 0    | Capwell |
| 20      | 1958 | Emelec 1    | Barcelona 0 | Capwell |
| 21      | 1959 | Barcelona 0 | Emelec 5    | Capwell |
| 22      | 1959 | Emelec 4    | Barcelona 1 | Modelo  |
| 23      | 1960 | Barcelona 0 | Emelec 0    | Modelo  |
| 24      | 1960 | Emelec 1    | Barcelona 3 | Modelo  |
| 25      | 1960 | Barcelona 1 | Emelec 0    | Modelo  |
| 26      | 1961 | Barcelona 1 | Emelec 0    | Modelo  |
| 27      | 1961 | Emelec 0    | Barcelona 2 | Modelo  |
| 28      | 1961 | Barcelona 2 | Emelec 3    | Modelo  |
| 29      | 1962 | Barcelona 1 | Emelec 3    | Modelo  |
| 30      | 1962 | Emelec 2    | Barcelona 3 | Modelo  |
| 31      | 1962 | Barcelona 0 | Emelec 3    | Modelo  |
| 32      | 1963 | Barcelona 2 | Emelec 2    | Modelo  |
| 33      | 1963 | Emelec 0    | Barcelona 0 | Modelo  |
| 34      | 1963 | Barcelona 3 | Emelec 0    | Modelo  |
| 35      | 1964 | Barcelona 1 | Emelec 2    | Modelo  |
| 36      | 1964 | Emelec 0    | Barcelona 0 | Modelo  |
| 37      | 1964 | Barcelona 1 | Emelec 0    | Modelo  |
| 38      | 1964 | Emelec 1    | Barcelona 0 | Modelo  |
| 39      | 1964 | Barcelona 0 | Emelec 0    | Modelo  |
| 40      | 1965 | Barcelona 1 | Emelec 0    | Modelo  |
| 41      | 1965 | Emelec 1    | Barcelona 2 | Modelo  |
| 42      | 1966 | Barcelona 1 | Emelec 3    | Modelo  |
| 43      | 1966 | Emelec 1    | Barcelona 2 | Modelo  |
| 44      | 1967 | Barcelona 0 | Emelec 1    | Modelo  |
| 45      | 1967 | Emelec 0    | Barcelona 1 | Modelo  |

|           | Totale gare disputate | Vittorie Emelec | Pareggi | Vittorie Barcelona | Reti Emelec | Reti Barcelona |
| AsoGuayas | 45                    | 11              | 12      | 22                 | 56          | 65             |

### Campionato Nazionale
Qui di seguito si riporta la lista completa in ordine cronologico dei 186 derby calcistici disputati nel Campionato Nazionale tra Barcelona e Emelec dal 1963 ad oggi.
Aggiornato al 15 giugno 2010
| Partita | Anno | Squadra     | Squadra     | Stadio            |
| ------- | ---- | ----------- | ----------- | ----------------- |
| 1       | 1963 | Emelec 2    | Barcelona 0 | Modelo            |
| 2       | 1964 | Barcelona 0 | Emelec 0    | Capwell           |
| 3       | 1966 | Emelec 1    | Barcelona 0 | Modelo            |
| 4       | 1966 | Barcelona 0 | Emelec 0    | Modelo            |
| 5       | 1967 | Emelec 1    | Barcelona 1 | Modelo            |
| 6       | 1967 | Barcelona 1 | Emelec 0    | Modelo            |
| 7       | 1968 | Emelec 2    | Barcelona 0 | Modelo            |
| 8       | 1968 | Barcelona 4 | Emelec 0    | Modelo            |
| 9       | 1968 | Emelec 1    | Barcelona 2 | Modelo            |
| 10      | 1968 | Barcelona 2 | Emelec 0    | Modelo            |
| 11      | 1969 | Emelec 1    | Barcelona 0 | Modelo            |
| 12      | 1969 | Emelec 1    | Barcelona 0 | Modelo            |
| 13      | 1970 | Emelec 0    | Barcelona 0 | Modelo            |
| 14      | 1970 | Barcelona 2 | Emelec 1    | Modelo            |
| 15      | 1970 | Barcelona 1 | Emelec 0    | Modelo            |
| 16      | 1970 | Emelec 4    | Barcelona 0 | Modelo            |
| 17      | 1971 | Barcelona 1 | Emelec 1    | Modelo            |
| 18      | 1971 | Emelec 0    | Barcelona 0 | Modelo            |
| 19      | 1972 | Barcelona 2 | Emelec 2    | Modelo            |
| 20      | 1972 | Emelec 0    | Barcelona 0 | Modelo            |
| 21      | 1972 | Barcelona 1 | Emelec 0    | Modelo            |
| 22      | 1972 | Emelec 3    | Barcelona 1 | Modelo            |
| 23      | 1972 | Barcelona 4 | Emelec 2    | Modelo            |
| 24      | 1973 | Emelec 5    | Barcelona 1 | Modelo            |
| 25      | 1973 | Barcelona 2 | Emelec 1    | Modelo            |
| 26      | 1973 | Barcelona 2 | Emelec 1    | Modelo            |
| 27      | 1973 | Barcelona 2 | Emelec 1    | Modelo            |
| 28      | 1973 | Emelec 2    | Barcelona 1 | Modelo            |
| 29      | 1973 | Emelec 4    | Barcelona 2 | Modelo            |
| 30      | 1974 | Barcelona 0 | Emelec 0    | Modelo            |
| 31      | 1974 | Barcelona 1 | Emelec 0    | Modelo            |
| 32      | 1974 | Emelec 1    | Barcelona 1 | Modelo            |
| 33      | 1974 | Barcelona 3 | Emelec 0    | Modelo            |
| 34      | 1975 | Barcelona 1 | Emelec 0    | Modelo            |
| 35      | 1975 | Barcelona 1 | Emelec 1    | Modelo            |
| 36      | 1975 | Barcelona 2 | Emelec 2    | Modelo            |
| 37      | 1975 | Emelec 1    | Barcelona 0 | Modelo            |
| 38      | 1976 | Emelec 1    | Barcelona 1 | Modelo            |
| 39      | 1976 | Emelec 1    | Barcelona 0 | Modelo            |
| 40      | 1976 | Emelec 2    | Barcelona 0 | Modelo            |
| 41      | 1976 | Barcelona 0 | Emelec 0    | Modelo            |
| 42      | 1977 | Barcelona 1 | Emelec 1    | Modelo            |
| 43      | 1977 | Emelec 1    | Barcelona 1 | Modelo            |
| 44      | 1977 | Barcelona 2 | Emelec 1    | Modelo            |
| 45      | 1977 | Emelec 4    | Barcelona 1 | Modelo            |
| 46      | 1977 | Emelec 0    | Barcelona 0 | Modelo            |
| 47      | 1978 | Emelec 3    | Barcelona 2 | Modelo            |
| 48      | 1978 | Barcelona 1 | Emelec 1    | Modelo            |
| 49      | 1978 | Emelec 2    | Barcelona 1 | Modelo            |
| 50      | 1978 | Barcelona 2 | Emelec 1    | Modelo            |
| 51      | 1978 | Emelec 1    | Barcelona 0 | Modelo            |
| 52      | 1979 | Emelec 3    | Barcelona 1 | Modelo            |
| 53      | 1979 | Barcelona 2 | Emelec 0    | Modelo            |
| 54      | 1979 | Emelec 2    | Barcelona 2 | Modelo            |
| 55      | 1979 | Barcelona 0 | Emelec 2    | Modelo            |
| 56      | 1979 | Emelec 1    | Barcelona 0 | Modelo            |
| 57      | 1979 | Emelec 1    | Barcelona 0 | Modelo            |
| 58      | 1980 | Emelec 1    | Barcelona 1 | Modelo            |
| 59      | 1980 | Barcelona 3 | Emelec 1    | Modelo            |
| 60      | 1980 | Barcelona 0 | Emelec 0    | Alejandro Serrano |
| 61      | 1980 | Barcelona 4 | Emelec 0    | Modelo            |
| 62      | 1981 | Emelec 2    | Barcelona 2 | Modelo            |
| 63      | 1981 | Barcelona 3 | Emelec 0    | Modelo            |
| 64      | 1982 | Emelec 1    | Barcelona 0 | Modelo            |
| 65      | 1982 | Emelec 1    | Barcelona 0 | Modelo            |
| 66      | 1982 | Barcelona 2 | Emelec 1    | Modelo            |
| 67      | 1982 | Barcelona 1 | Emelec 0    | Modelo            |
| 68      | 1983 | Emelec 2    | Barcelona 1 | Modelo            |
| 69      | 1983 | Barcelona 1 | Emelec 0    | Modelo            |
| 70      | 1983 | Emelec 1    | Barcelona 1 | Modelo            |
| 71      | 1983 | Barcelona 3 | Emelec 2    | Modelo            |
| 72      | 1984 | Barcelona 3 | Emelec 1    | Modelo            |
| 73      | 1984 | Barcelona 2 | Emelec 0    | Modelo            |
| 74      | 1984 | Emelec 4    | Barcelona 3 | Modelo            |
| 75      | 1984 | Barcelona 4 | Emelec 1    | Modelo            |
| 76      | 1985 | Barcelona 1 | Emelec 0    | Modelo            |
| 77      | 1985 | Barcelona 0 | Emelec 0    | Modelo            |
| 78      | 1986 | Barcelona 1 | Emelec 0    | Modelo            |
| 79      | 1986 | Emelec 2    | Barcelona 1 | Modelo            |
| 80      | 1987 | Barcelona 1 | Emelec 0    | Modelo            |
| 81      | 1987 | Barcelona 2 | Emelec 1    | Modelo            |
| 82      | 1988 | Emelec 1    | Barcelona 1 | Modelo            |
| 83      | 1988 | Barcelona 0 | Emelec 0    | Monumental        |
| 84      | 1988 | Barcelona 0 | Emelec 0    | Modelo            |
| 85      | 1988 | Barcelona 1 | Emelec 1    | Monumental        |
| 86      | 1989 | Barcelona 2 | Emelec 1    | Monumental        |
| 87      | 1989 | Emelec 0    | Barcelona 0 | Modelo            |
| 88      | 1989 | Barcelona 1 | Emelec 0    | Monumental        |
| 89      | 1989 | Emelec 3    | Barcelona 2 | Modelo            |
| 90      | 1990 | Emelec 0    | Barcelona 2 | Modelo            |
| 91      | 1990 | Barcelona 3 | Emelec 1    | Monumental        |
| 92      | 1990 | Emelec 6    | Barcelona 0 | Modelo            |
| 93      | 1990 | Barcelona 1 | Emelec 2    | Monumental        |
| 94      | 1990 | Emelec 3    | Barcelona 4 | Modelo            |
| 95      | 1990 | Barcelona 0 | Emelec 1    | Monumental        |
| 96      | 1990 | Emelec 1    | Barcelona 1 | Modelo            |
| 97      | 1990 | Barcelona 1 | Emelec 1    | Monumental        |
| 98      | 1990 | Emelec 1    | Barcelona 1 | Modelo            |
| 99      | 1990 | Barcelona 4 | Emelec 2    | Monumental        |
| 100     | 1991 | Emelec 2    | Barcelona 2 | Modelo            |
| 101     | 1991 | Barcelona 1 | Emelec 0    | Monumental        |
| 102     | 1991 | Barcelona 2 | Emelec 2    | Monumental        |
| 103     | 1991 | Emelec 0    | Barcelona 0 | Capwell           |
| 104     | 1992 | Emelec 1    | Barcelona 2 | Capwell           |
| 105     | 1992 | Barcelona 1 | Emelec 2    | Monumental        |
| 106     | 1992 | Barcelona 0 | Emelec 0    | Monumental        |
| 107     | 1992 | Emelec 0    | Barcelona 1 | Capwell           |
| 108     | 1992 | Emelec 1    | Barcelona 1 | Capwell           |
| 109     | 1992 | Barcelona 0 | Emelec 2    | Monumental        |
| 110     | 1993 | Emelec 0    | Barcelona 0 | Capwell           |
| 111     | 1993 | Barcelona 0 | Emelec 1    | Monumental        |
| 112     | 1994 | Emelec 0    | Barcelona 0 | Capwell           |
| 113     | 1994 | Barcelona 0 | Emelec 0    | Monumental        |
| 114     | 1994 | Barcelona 0 | Emelec 0    | Monumental        |
| 115     | 1994 | Emelec 1    | Barcelona 0 | Capwell           |
| 116     | 1994 | Emelec 1    | Barcelona 1 | Capwell           |
| 117     | 1994 | Barcelona 0 | Emelec 0    | Monumental        |
| 118     | 1995 | Barcelona 1 | Emelec 1    | Monumental        |
| 119     | 1995 | Emelec 0    | Barcelona 0 | Modelo            |
| 120     | 1995 | Barcelona 2 | Emelec 2    | Monumental        |
| 121     | 1995 | Emelec 1    | Barcelona 1 | Modelo            |
| 122     | 1996 | Barcelona 1 | Emelec 0    | Monumental        |
| 123     | 1996 | Emelec 2    | Barcelona 1 | Modelo            |
| 124     | 1996 | Barcelona 0 | Emelec 1    | Monumental        |
| 125     | 1996 | Emelec 3    | Barcelona 0 | Modelo            |
| 126     | 1997 | Emelec 1    | Barcelona 1 | Capwell           |
| 127     | 1997 | Barcelona 3 | Emelec 1    | Monumental        |
| 128     | 1997 | Emelec 0    | Barcelona 2 | Modelo            |
| 129     | 1998 | Barcelona 2 | Emelec 2    | Monumental        |
| 130     | 1998 | Emelec 1    | Barcelona 1 | Capwell           |
| 131     | 1998 | Barcelona 1 | Emelec 3    | Monumental        |
| 132     | 1999 | Barcelona 1 | Emelec 1    | Monumental        |
| 133     | 1999 | Emelec 1    | Barcelona 0 | Capwell           |
| 134     | 1999 | Barcelona 1 | Emelec 3    | Monumental        |
| 135     | 1999 | Emelec 1    | Barcelona 0 | Capwell           |
| 136     | 2000 | Barcelona 0 | Emelec 0    | Monumental        |
| 137     | 2000 | Emelec 1    | Barcelona 2 | Capwell           |
| 138     | 2000 | Emelec 1    | Barcelona 0 | Capwell           |
| 139     | 2000 | Barcelona 1 | Emelec 1    | Monumental        |
| 140     | 2000 | Emelec 3    | Barcelona 1 | Capwell           |
| 141     | 2000 | Barcelona 2 | Emelec 0    | Monumental        |
| 142     | 2001 | Barcelona 0 | Emelec 0    | Monumental        |
| 143     | 2001 | Emelec 1    | Barcelona 0 | Capwell           |
| 144     | 2001 | Barcelona 1 | Emelec 0    | Monumental        |
| 145     | 2001 | Emelec 0    | Barcelona 1 | Capwell           |
| 146     | 2001 | Barcelona 0 | Emelec 1    | Monumental        |
| 147     | 2001 | Emelec 1    | Barcelona 0 | Capwell           |
| 148     | 2002 | Barcelona 0 | Emelec 0    | Monumental        |
| 149     | 2002 | Emelec 0    | Barcelona 1 | Capwell           |
| 150     | 2002 | Barcelona 1 | Emelec 0    | Monumental        |
| 151     | 2002 | Emelec 3    | Barcelona 1 | Capwell           |
| 152     | 2002 | Barcelona 2 | Emelec 2    | Monumental        |
| 153     | 2002 | Emelec 2    | Barcelona 0 | Capwell           |
| 154     | 2003 | Barcelona 2 | Emelec 0    | Monumental        |
| 155     | 2003 | Emelec 1    | Barcelona 1 | Capwell           |
| 156     | 2003 | Barcelona 1 | Emelec 1    | Monumental        |
| 157     | 2003 | Emelec 1    | Barcelona 1 | Capwell           |
| 158     | 2003 | Emelec 2    | Barcelona 1 | Capwell           |
| 159     | 2003 | Barcelona 3 | Emelec 0    | Monumental        |
| 160     | 2004 | Barcelona 2 | Emelec 1    | Monumental        |
| 161     | 2004 | Emelec 2    | Barcelona 2 | Capwell           |
| 162     | 2004 | Barcelona 2 | Emelec 0    | Monumental        |
| 163     | 2004 | Emelec 2    | Barcelona 3 | Capwell           |
| 164     | 2005 | Emelec 1    | Barcelona 2 | Capwell           |
| 165     | 2005 | Barcelona 2 | Emelec 2    | Monumental        |
| 166     | 2005 | Emelec 2    | Barcelona 1 | Modelo            |
| 167     | 2005 | Barcelona 1 | Emelec 1    | Monumental        |
| 168     | 2006 | Barcelona 0 | Emelec 3    | Monumental        |
| 169     | 2006 | Emelec 3    | Barcelona 2 | Capwell           |
| 170     | 2006 | Emelec 1    | Barcelona 1 | Capwell           |
| 171     | 2006 | Barcelona 1 | Emelec 2    | Monumental        |
| 172     | 2006 | Barcelona 2 | Emelec 1    | Monumental        |
| 173     | 2006 | Emelec 1    | Barcelona 1 | Capwell           |
| 174     | 2007 | Barcelona 0 | Emelec 0    | Monumental        |
| 175     | 2007 | Emelec 1    | Barcelona 1 | Capwell           |
| 176     | 2007 | Emelec 1    | Barcelona 2 | Capwell           |
| 177     | 2007 | Barcelona 0 | Emelec 1    | Monumental        |
| 178     | 2008 | Emelec 1    | Barcelona 1 | Capwell           |
| 179     | 2008 | Barcelona 0 | Emelec 0    | Monumental        |
| 180     | 2008 | Barcelona 0 | Emelec 1    | Monumental        |
| 181     | 2008 | Emelec 0    | Barcelona 3 | Capwell           |
| 182     | 2009 | Emelec 0    | Barcelona 0 | Capwell           |
| 183     | 2009 | Barcelona 0 | Emelec 1    | Monumental        |
| 184     | 2009 | Emelec 2    | Barcelona 2 | Capwell           |
| 185     | 2009 | Barcelona 0 | Emelec 0    | Monumental        |
| 186     | 2010 | Emelec 3    | Barcelona 0 | Capwell           |
| 187     | 2010 | Barcelona 1 | Emelec 2    | Monumental        |

|                      | Totale gare disputate | Vittorie Emelec | Pareggi | Vittorie Barcelona | Reti Emelec | Reti Barcelona |
| Campionato Nazionale | 187                   | 58              | 71      | 58                 | 207         | 205            |

### Copa Libertadores
Qui di seguito si riporta la lista completa in ordine cronologico degli 11 derby calcistici disputati nella Copa Libertadores tra Barcelona e Emelec dal 1967 ad oggi.
Aggiornato al 23 maggio 2010
| Partido Nº | Año  | Equipo      | Equipo      | Estadio    |
| ---------- | ---- | ----------- | ----------- | ---------- |
| 1          | 1967 | Emelec 3    | Barcelona 0 | Modelo     |
| 2          | 1967 | Barcelona 2 | Emelec 1    | Modelo     |
| 3          | 1971 | Emelec 1    | Barcelona 0 | Modelo     |
| 4          | 1971 | Barcelona 1 | Emelec 1    | Modelo     |
| 5          | 1971 | Barcelona 3 | Emelec 0    | Modelo     |
| 6          | 1990 | Barcelona 0 | Emelec 0    | Monumental |
| 7          | 1990 | Emelec 3    | Barcelona 1 | Modelo     |
| 8          | 1990 | Emelec 0    | Barcelona 0 | Modelo     |
| 9          | 1990 | Barcelona 1 | Emelec 0    | Monumental |
| 10         | 1994 | Emelec 0    | Barcelona 1 | Capwell    |
| 11         | 1994 | Barcelona 0 | Emelec 1    | Monumental |

|                   | Totale gare disputate | Vittorie Emelec | Pareggi | Vittorie Barcelona | Reti Emelec | Reti Barcelona |
| Copa Libertadores | 11                    | 4               | 3       | 4                  | 10          | 9              |

### Totale

#### Risultati
Aggiornate al 14 giugno 2010
| Squadra      | Torneo AsoGuayas | Torneo AsoGuayas | Torneo AsoGuayas | Torneo AsoGuayas | Torneo AsoGuayas | Torneo AsoGuayas | Campionato Nazionale | Campionato Nazionale | Campionato Nazionale | Campionato Nazionale | Campionato Nazionale | Campionato Nazionale | Copa Libertadores | Copa Libertadores | Copa Libertadores | Copa Libertadores | Copa Libertadores | Copa Libertadores | Totale | Totale | Totale | Totale | Totale | Totale |
| Squadra      | G                | V                | N                | P                | Gf               | Gs               | G                    | V                    | N                    | P                    | Gf                   | Gs                   | G                 | V                 | N                 | P                 | Gf                | Gs                | V      | N      | P      | Gf     | Gs     |        |
| ------------ | ---------------- | ---------------- | ---------------- | ---------------- | ---------------- | ---------------- | -------------------- | -------------------- | -------------------- | -------------------- | -------------------- | -------------------- | ----------------- | ----------------- | ----------------- | ----------------- | ----------------- | ----------------- | ------ | ------ | ------ | ------ | ------ | ------ |
| Barcelona SC | 45               | 22               | 12               | 11               | 65               | 56               | 187                  | 58                   | 71                   | 58                   | 205                  | 207                  | 11                | 4                 | 3                 | 4                 | 9                 | 10                | 84     | 86     | 73     | 279    | 273    |        |
| Emelec       | 45               | 11               | 12               | 22               | 56               | 65               | 187                  | 58                   | 71                   | 58                   | 207                  | 205                  | 11                | 4                 | 3                 | 4                 | 10                | 9                 | 73     | 86     | 84     | 273    | 279    |        |
|              |                  |                  |                  |                  |                  |                  |                      |                      |                      |                      |                      |                      |                   |                   |                   |                   |                   |                   |        |        |        |        |        |        |

#### Partite e reti
Aggiornate al 14 giugno 2010
|        | Torneo AsoGuayas | Torneo AsoGuayas | Campionato Nazionale | Campionato Nazionale | Copa Libertadores | Copa Libertadores | Totale | Totale |
| G      | Gf               | G                | Gf                   | G                    | Gf                | G                 | Gf     |        |
| ------ | ---------------- | ---------------- | -------------------- | -------------------- | ----------------- | ----------------- | ------ | ------ |
| Totale | 45               | 121              | 187                  | 412                  | 11                | 19                | 243    | 552    |

- Gf = Gol fatti dalle squadre

## Record
- Partita con più reti di scarto: Emelec 6 - 0 Barcelona (2 settembre 1990)
- Miglior realizzatore: Lupo Quiñónez con 13 reti (10 con l'Emelec e 3 con il Barcelona)
- Miglior realizzatore di una squadra: Manuel Uquillas con 11 reti (Barcelona)
- Miglior realizzatore in una singola partita: Lupo Quiñónez (Emelec 1977), Manuel Uquillas (Barcelona 1990) e Luis Miguel Escalada (Emelec 2006) con 3 reti
- Presenze nei derby: José Francisco Cevallos con 52 presenze (Barcelona)